# Технический университет в Кошице
Технический университет в Кошице — публичное высшее учебное заведение университетского типа.

Технический университет в Кошице был учрежден в 1952 г как Высшая техническая школа. Нынешнее название было присвоено университету Законом № 94/1991 Свода законов от 13 февраля 1991 г.

## Факультеты
Технический университет в Кошице состоит из следующих факультетов:
- Факультет горного дела, экологии, менеджмента и геотехнологий
- Металлургический факультет
- Машиностроительный факультет
- Факультет электротехники и информатики
- Строительный факультет
- Экономический факультет
- Факультет производственных технологий (находится в г. Прешов)
- Факультет искусств
- Факультет авиации

## Галерея
Кликните на фотографию для её увеличения.

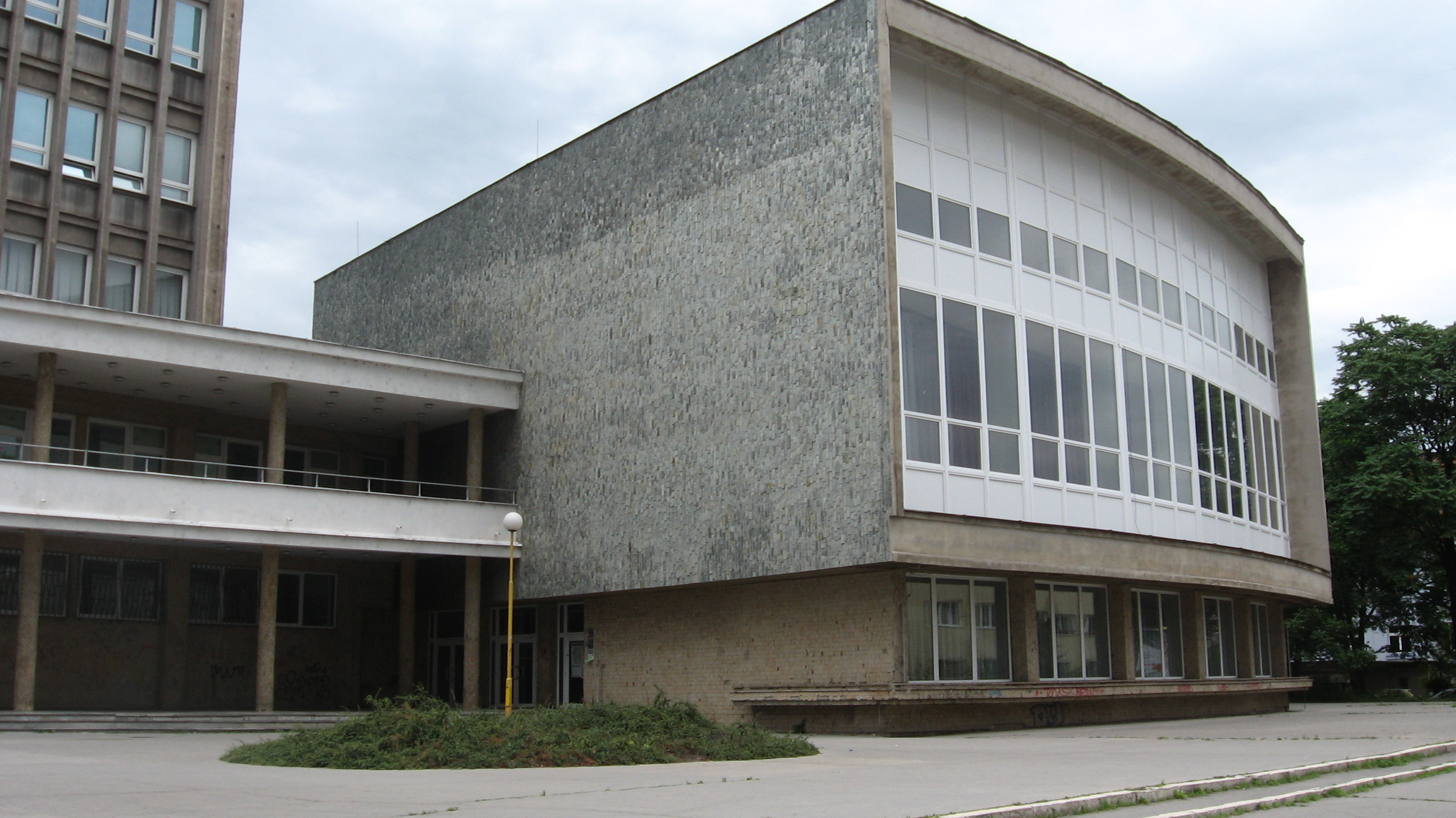
Aula Maxima - Актовый зал
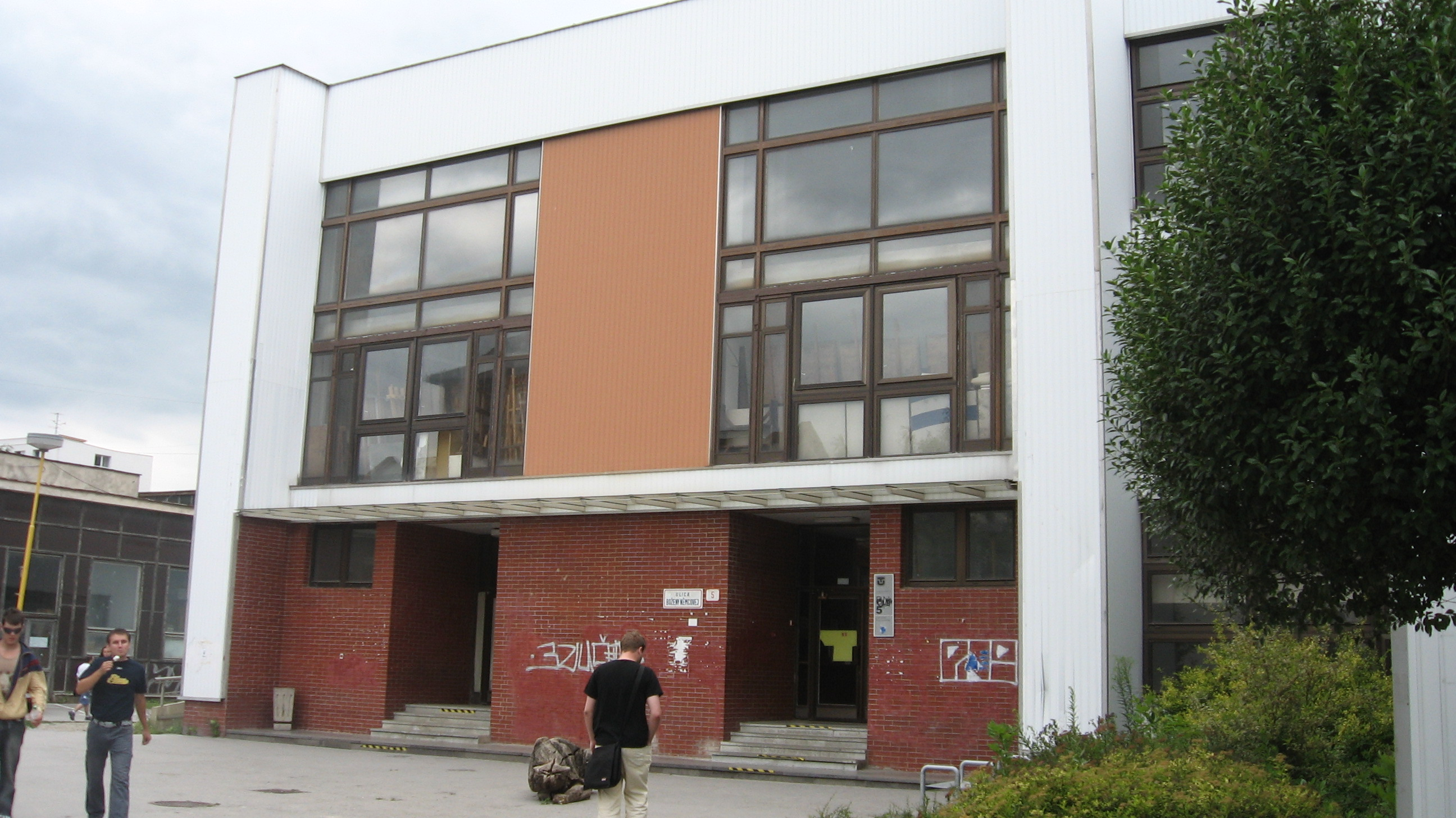
Аудитории
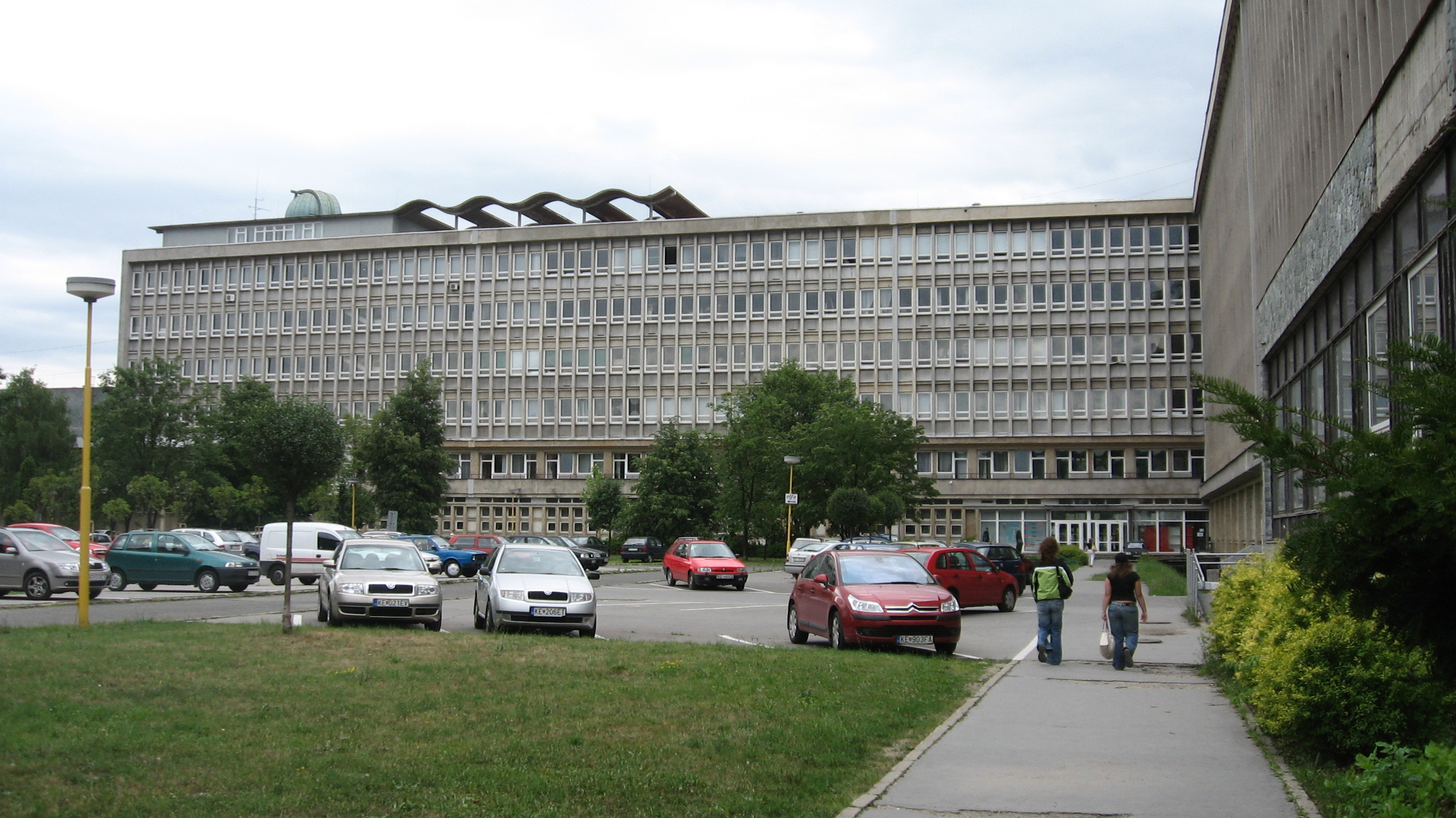
Главный корпус
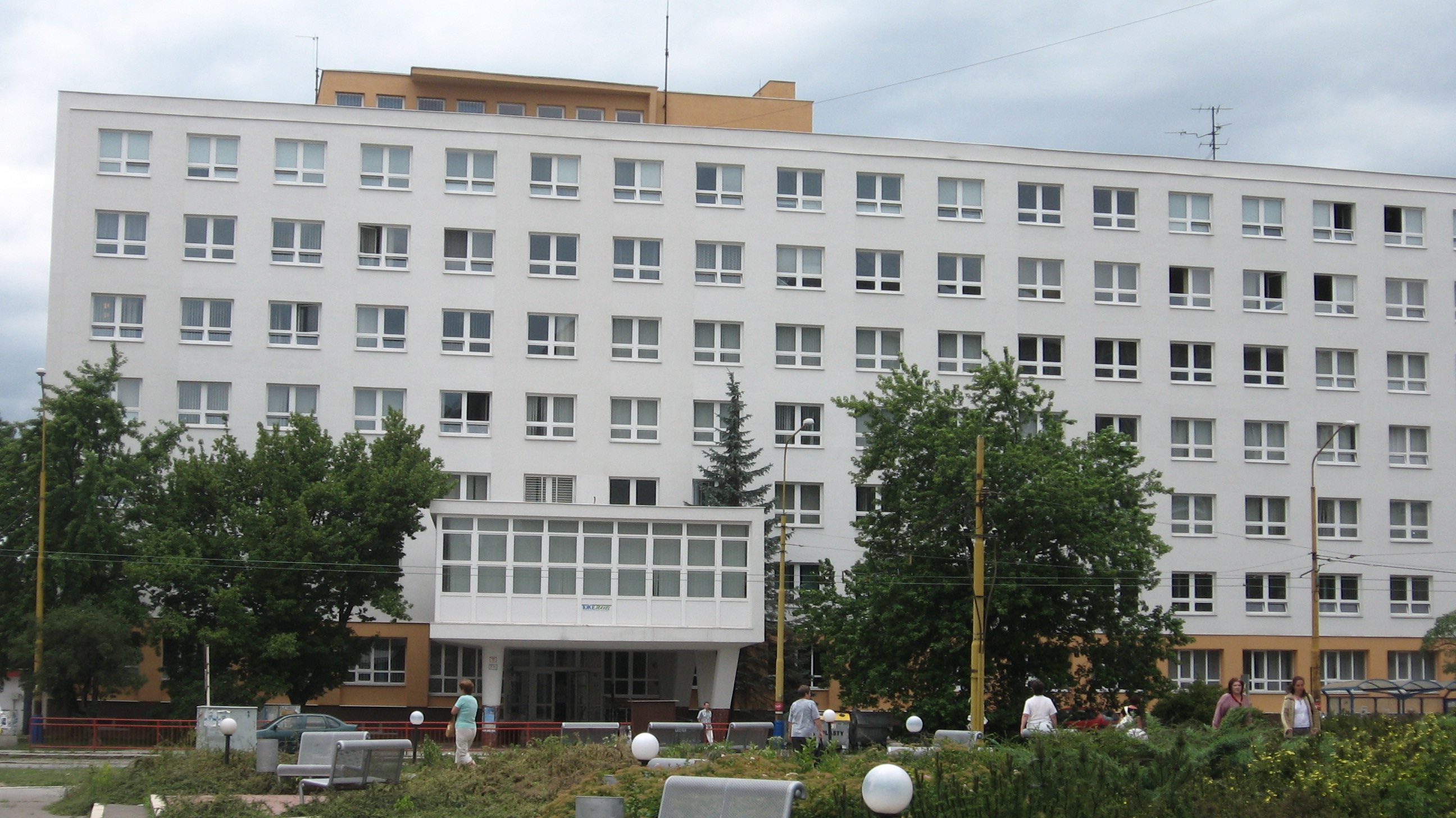
Экономический факультет